# Easton Maudit
Pour les articles homonymes, voir Easton.
Easton Maudit est un village et une paroisse civile du Northamptonshire, en Angleterre. Il est situé dans le sud-est du comté, à une quinzaine de kilomètres à l'est du centre-ville de Northampton. Administrativement, il relève de l'autorité unitaire du North Northamptonshire.

## Étymologie
Easton est un toponyme très courant en Angleterre. Il se compose des deux éléments vieil-anglais ēast « Est » et tūn « ferme, localité » et désigne une ferme située à l'est d'une autre. Ce village figure ainsi dans le Domesday Book, compilé en 1086, sous la forme Estone. Le suffixe Maudit fait référence à la famille Mauduit, qui acquiert le manoir d'Easton au XIIe siècle. Le nom complet est attesté sous la forme Estonemaudeut en 1298.

## Personnalités liées
- L'évêque de Durham Thomas Morton (1564-1659) a passé les dernières années de sa vie à Easton Maudit.
- L'érudit Thomas Percy (1729-1811) est vicaire d'Easton Maudit de 1756 à 1778. C'est durant son séjour dans ce village qu'il publie ses Reliques of Ancient English Poetry (1765), un recueil d'anciennes ballades anglaises qui fait date. Il accueille dans sa demeure des sommités telles que Samuel Johnson ou Oliver Goldsmith[2].
- L'acteur Derek Nimmo (1930-1999) est enterré au cimetière d'Easton Maudit.